# Scoparia phalerias
Scoparia phalerias là một loài bướm đêm trong họ Crambidae.